# Симон де Жуанвиль
Симон де Жуанвиль (фр. Simon de Joinville; около 1175 — май 1233) — сеньор де Жуанвиль и де Вокулёр, наследственный сенешаль Шампани.

## Биография
Четвёртый сын Жоффруа IV де Жуанвиля и Хельвиды де Дампьер. Третий сын, Гильом де Жуанвиль, избрал духовную карьеру (с 1219 г. архиепископ Реймса). Второй, Роберт де Жуанвиль, сеньор де Сайли, умер до 1203 года. Старший, Жоффруа V сеньор де Жуанвиль, умер в 1203 или 1204 году в Акре. Его наследником стал Симон де Жуанвиль.
Крестоносец, провёл в Святой Земле 5 лет (1199—1204).
Сенешаль Шампани с 1214 года.
Хроника Альберика из Труа-Фонтена сообщает, что Эрар де Бриенн-Рамрю захватил замок Жуанвиль в начале 1216 года. Это произошло в ходе войны за шампанское наследство (1216—1221): Эрар претендовал на графство Шампань по праву жены, Филиппы Шампанской.
Симон де Жуанвиль поддерживал то одну, то другую сторону конфликта. 7 июня 1218 года было заключено соглашение, согласно которому он обязался поддерживать Бланку Наваррскую и её сына Тибо IV в войне с Эраром де Бриенн в обмен на признание наследственных прав на должность сенешаля Шампани.

## Браки и дети
Первая жена (1205) — Эрменгарда де Монклер (ум. ок. 1221), наследница сеньории Монклер, дочь Жана де Валькура де Монклера. От неё дети:
- Жоффруа де Жуанвиль (ум. 1232/33). Унаследовал от матери сеньорию Монклер. Умер раньше отца.
- Изабелладе Жуанвиль (ум. 1268), с не позднее 1229 жена Симона IV де Клемона.
- Беатрикс де Жуанвиль (ум. до 1249), жена Гермона, видама Шалона.

Вторая жена — Беатрис д’Осон (ум. 1260), дама де Марне, дочь графа Этьена III д’Оксон и его жены Беатрикс де Шалон. От неё дети:
- Жан де Жуанвиль (ум. 1317), сеньор де Жуанвиль, сенешаль Шампани, историк.
- Жоффруа де Жуанвиль (1225/1233 — 21 октября 1314) — сеньор де Вокулёр, 1-й барон Женевиль с 1299 года, юстициарий Ирландии[англ.] в 1273—1276 годах, маршал Англии в 1297 году.
- Симон де Жуанвиль (ум. 1276), сеньор Марне (Marnay) и Же (Gex).
- Гильом де Жуанвиль (ум. не ранее 1260), архидиакон Салена и Безансона.
- Мария (Симонетта) де Жуанвиль (ум. 1263), жена Жана де Тильшателя.
- Элуаза де Жуанвиль (ум. 1312), дама де Монтиньи, жена Жана I де Фоконье, виконта де Весуль.